# Francisco Balbasor

Campana de Manfredonia

Francisco Balbasor, noto anche, in Spagna, come Francisco de Balbasor o Valbasor, e in Italia, come Francesco Valvassori, Francesco di Valvasone e Francisco Valvason  (1673 – Napoli, 1743) è stato un militare e matematico italiano emigrato in Spagna e poi ritornato in Italia al seguito di don Carlos di Borbone.

## Biografia
Persona eclettica, nacque a Valvasone o a Telgate probabilmente nel 1673. Fu al servizio della Spagna dal 1690. Come comandante di artiglieria partecipò alla battaglia di Brihuega e alla battaglia di Villaviciosa dell'8, 9 e 10 dicembre 1710. Nel 1719 comandò l'artiglieria spagnola nella campagna d'Africa per la difesa di Ceuta e, nel 1727, partecipò all'assedio di Gibilterra. Non è noto se combatté, nel 1734, nella battaglia di Bitonto. Lavorò - forse - come spia degli spagnoli a Napoli dal 1732. Era sicuramente a Napoli nel 1734.  Aveva ricoperto, inoltre, da colonnello, l'incarico di direttore della reale accademia di matematica di Cadice e fu primo gran maestro della massoneria spagnola. Don Carlos, a Napoli, sempre nel 1734, lo fece conte, comandante dell'artiglieria napoletana, direttore della reale fonderia di cannoni presso la darsena del Castel Nuovo, e poi maresciallo di campo, equivalente - all'incirca - a generale di divisione.
Scrisse nel 1726 un trattato matematico dal titolo "La campana de Manfredonia" (che era anche un opuscolo di propaganda massonica, viste anche le ricche illustrazioni, opera probabilmente del medesimo autore del testo, tra cui una raffigurante chiaramente una loggia massonica - con la quale Balbasor diceva "a Cadice c'è una loggia massonica, ed io ne sono il gran maestro"), i cui argomenti principali sono la trisezione dell'angolo, la quadratura del cerchio e la duplicazione del cubo, e dove, tra l'altro, menziona la perduta leggendaria campana di Manfredonia, fatta fondere da Manfredi di Svevia a difesa della città che portava il suo nome, il cui suono, secondo tradizione, doveva udirsi fino a cinquanta miglia di distanza, ma che era nota - secondo alcuni - per l'eccessiva grandezza che rendeva impossibile suonarla, anche perché sprovvista di batacchio. La campana proverbiale è stata citata anche da G.B. Basile nel suo Lo cunto de li cunti, prima del cunto Le doie pizzelle. Balbasor probabilmente utilizzò la campana come fonte di bronzo nella fonderia di cannoni di cui era responsabile.
Francisco Balbasor morì, probabilmente a Napoli, nel 1743.

## Opere
- (ES) Francisco Balbasor, La Campana de Manfredonia, Juan Francisco Blas de Quesada, 1726. URL consultato il 5 giugno 2015.